# Lago Christina (Colúmbia Britânica)
O lago Christina é um lago localizado no ao longo da Rodovia Crowsnest na área centro-sul da Colúmbia Britânica conhecida como a terra de fronteira que separa a região de Okanagan a partir das Kootenays Oeste, Canadá.

## Descrição
Encontra-se localizado 23 km a leste de Grand Forks, e apenas a 1 km a norte da fronteira com os Estados Unidos da América. A região sofre verões muito quentes e secos o que resulta em julho e agosto as temperaturas iniciais de água rondarem em média os 23°C .
O nome do lago é uma homenagem a Christina MacDonald Mackenzie Williams, filha de Catherine e Angus MacDonald Batista, diretor de operações pós-Companhia da Baía de Hudson , em Fort Colville em 1852-1870. 
Christina casou com James Mackenzie, funcionário de Companhia da Baía de Hudson, mais tarde chefe da loja em Kamloops. Após a morte de seu marido em 1873, Christina assumiu o controlo da loja, mostrando nesse campo, alta competência e perspicácia nos negócios. Tornou-se a primeira mulher a ser dona de uma loja na Colúmbia Britânica. Em 1875 casou-se com Charles Williams, e mudou-se com ele para os Estados Unidos. Ela morreu no ano de inverno 1925-1926.
A região do vale de Kettle foi habitada pelos índios Kettle por milhares de anos antes da chegada dos colonizadores europeus. Viviam em aldeias ao longo do rio Kettle, deixando o seu legado em pictogramas em rochas ao longo das margens do lago Cristina, visíveis somente a partir de barco.